# Lachseeschwalbe
Die Lachseeschwalbe (Gelochelidon nilotica, Syn.: Sterna nilotica) ist eine Vogelart aus der Familie der  Seeschwalben (Sternidae). Sie hat ihren Namen von ihren lachenden 2-silbigen „käwä-Rufen“ erhalten. Der Name nilotica ist vom Fluss Nil abgeleitet.

## Erscheinungsbild
Lachseeschwalben ähneln in ihrer Größe einer Lachmöwe und sind damit eine der größeren Seeschwalbenarten. Sie haben eine Länge von 35 bis 42 Zentimeter und eine Spannweite von 76 bis 86 Zentimeter. Sie sind etwa 250 Gramm schwer und zeichnen sich durch einen schwarzen Schnabel aus, der relativ weit oben am Kopf angesetzt ist. Die Stirn und der Oberkopf bis zum Nacken sind bei ausgewachsenen Vögeln im Brutkleid schwarz gefiedert. Die Oberseite bis zum Schwanz ist dagegen hellgrau. Der Schwanz ist nur wenig gegabelt. Bei sitzenden Vögeln ragen die Flügelspitzen weit über das kurze Schwanzende hinaus. Die Körperunterseite dagegen ist weiß, die Beine schwarz.
Im Ruhekleid haben Lachseeschwalben eine weiße Stirn sowie einen mehr weißgrau gefiederten Rücken. Das Gefieder von Jungvögeln gleicht dem Ruhekleid weitgehend, allerdings haben die Federn junger Vögel häufig einen bräunlichen Saum.
Sie haben Ähnlichkeit mit der viel häufigeren Brandseeschwalbe, die allerdings einen schlankeren Schnabel mit gelber Spitze hat.

## Verbreitung und Lebensraum

Verbreitungsgebiet der Lachseeschwalbe:
Ganzjähriges Vorkommen
Brutvorkommen
Vorkommen außerhalb der Brutzeit

Lachseeschwalben sind koloniebildende Brutvögel auf sandigen Seeküsten und Inseln. Sie kommen auch an Steppenseen sowie seltener auf Flussinseln im Binnenland vor. Sie brüten in allen Erdteilen und zählen beispielsweise zur Fauna Australiens, ebenso wie sie an der West- und Ostküste Nordamerikas und in Steppengebieten Zentralasiens bis nach Indien zu finden sind.
In Mitteleuropa zählen sie zu den sehr seltenen Brutvögeln, die man gelegentlich in der Zeit von April bis September beobachten kann. So hat man 1980 lediglich 150 Brutpaare in Niedersachsen und Schleswig-Holstein gezählt. 2014 existierte in Mitteleuropa nur noch eine Kolonie im Neufelderkoog mit 31 Brutpaaren. 2018 gab es im Neufelderkoog 37 Brutpaare, wobei der Brutplatz mit einem Elektrozaun gegen Boden Prädatoren wie Rotfuchs, Marderhund und Mink geschützt wird.
Lachseeschwalben sind Langstreckenzieher, deren Winterquartiere in den Tropen und Subtropen liegen.

## Fortpflanzung

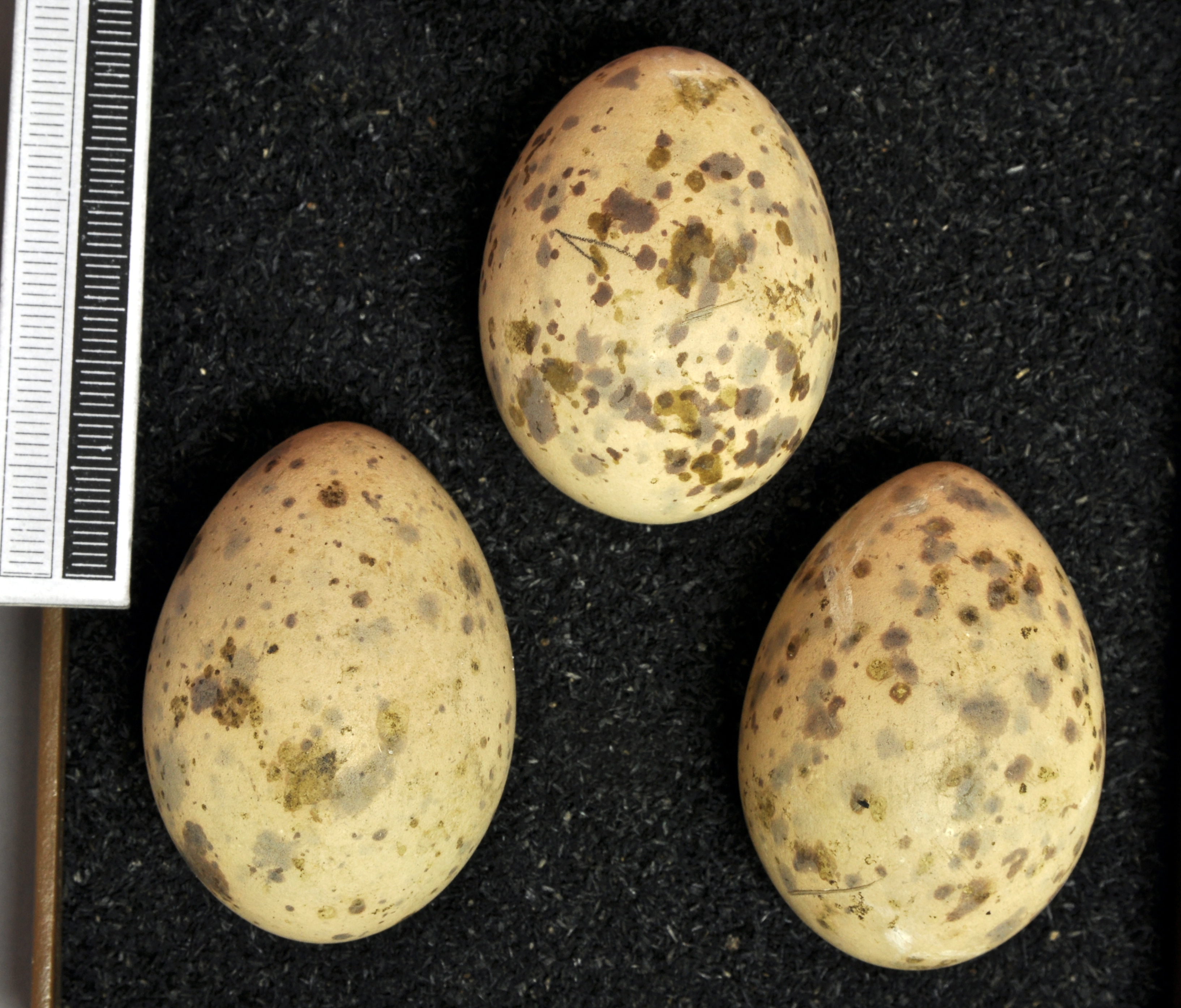
Gelege, Sammlung Museum Wiesbaden

Die Brutzeit von in Europa brütenden Vögeln liegt in der Zeit von Mai bis Juni. Es erfolgt nur eine Jahresbrut.
Das Nest ist eine Mulde im Sand oder in niedrigem Gras. Das Gelege besteht normalerweise aus drei sandgelben Eiern, die braun gefleckt sind. Die Brutdauer beträgt 22 bis 23 Tage. Nach etwa fünf Wochen sind die geschlüpften Vögel von den Elternvögeln unabhängig. An der Brut und der Aufzucht sind beide Elternvögel beteiligt.

## Nahrung
Anders als andere Seeschwalben fressen Lachseeschwalben hauptsächlich Landtiere. Dazu zählen Insekten, Amphibien, kleine Eidechsen, Kleinsäuger, gelegentlich sogar Vogelküken und auch Regenwürmer, die sie aus dem Suchflug in drei bis fünf Metern Höhe erbeuten. Wassertiere nehmen sie von der Oberfläche auf. Im Binnenland suchen sie Nahrung vor allem in spärlich bewachsenem offenen Gelände, wie in Heidegebieten, Weidelandschaften, aber auch auf Ackerflächen. In Dithmarschen fliegen sie häufig entlang der alten Deiche, Sielzüge und Gräben im Binnenland. Zur Nahrungssuche begeben sie sich oft bis zu 20 Kilometer vom Neststandort entfernt.

## Schutzstatus
Die Lachseeschwalbe ist in der Roten Liste Deutschlands in der Kategorie 1 (vom Aussterben bedroht) geführt. Sie ist nach Anhang I  der EU-Vogelschutzrichtlinie (RL 79/409/EWG) besonders geschützt.